# Camellia villicarpa
Camellia villicarpa là một loài thực vật có hoa trong họ Theaceae. Loài này được S.S.Chien mô tả khoa học đầu tiên năm 1939.